# Cytisopsis
Cytisopsis là một chi thực vật có hoa thuộc phân họ Đậu, họ Đậu. Chi này gồm 2 loài, sinh trưởng bản địa ở Maroc và tây Địa Trung Hải.
- Cytisopsis ahmedii (Batt. & Pit.) Lassen – cây bụi, đặc hữu của Maroc
- Cytisopsis pseudocytisus (Boiss.) Fertig – cây bụi, đặc hữu của tây Địa Trung Hải, từ nam đếm đông nam Thổ Nhĩ Kỳ đến Israel. Đây là thành phần trong zahraa, một loại trà thảo mộc truyền thống ở Syria.[3]